# 棕鳞双盖蕨
棕鳞双盖蕨（学名：Diplazium forrestii）也称 棕鳞短肠蕨，为蹄盖蕨科双盖蕨属下的一个种。